# Бялата вода (София)
„Бялата вода“ е местност в землището на град София в България.
Разположена е на 983 метра надморска височина на северния склон на планината Витоша, непосредствено на юг от вилна зона „Килиите“ и на 3 километра западно от централната част на квартал „Бояна“. Намира се в долината на един от малките притоци на Владайска река. В местността, част от Природен парк „Витоша“, са изградени две чешми и малка зона за почивка на популярната туристическа пътека от „Княжево“ до „Златните мостове“. Недалеч преминава улица „Беловодски път“, която носи името на местността.